# L'aquila e il falco (film 1950)
L'aquila e il falco (The Eagle and the Hawk) è un film del 1950 diretto da Lewis R. Foster.

## Produzione
Il film, diretto da Lewis R. Foster su una sceneggiatura dello stesso Foster e di Daniel Mainwaring su un soggetto di Jess Arnold (autore della storia originale intitolata A Mission for General Houston), fu prodotto da William H. Pine e William C. Thomas tramite la Pine-Thomas Productions e girato a Sedona, Arizona, dal 4 agosto al 14 settembre 1949. Il titolo di lavorazione fu Below the Border.

## Distribuzione
Il film fu distribuito con il titolo The Eagle and the Hawk negli Stati Uniti dal 30 maggio 1950 al cinema dalla Paramount Pictures.
Altre distribuzioni:
- in Australia l'11 agosto 1950
- in Svezia il 20 novembre 1950 (Örnen och slaghöken)
- in Finlandia il 25 maggio 1951 (Kotka ja haukkalintu)
- in Danimarca il 28 maggio 1951 (Spioner i Mexico)
- in Francia il 5 marzo 1952 ('aigle et le vautour)
- in Portogallo il 18 luglio 1952 (A Águia e o Falcão)
- in Germania Ovest il 28 ottobre 1955 (Der Rebell von Mexiko)
- in Austria nel gennaio del 1956 (Der Rebell von Mexiko)
- negli Stati Uniti nel 1962 (redistribuzione)
- in Italia (L'aquila e il falco)
- in Belgio (De arend en de gier)
- in Belgio (L'aigle et le vautour)
- in Brasile (A Águia e o Gavião)
- in Spagna (El águila y el halcón)
- in Francia (L)
- in Grecia (O aetos kai to geraki)
- in Italia (L'aquila e il falco)
- nei Paesi Bassi (Aasgieren van Texas)